# Vela Palagruža
Vela Palagruža je uski klisurasti greben u smjeru istok-zapad, većinom s nedostupnim strmim obalama i dvije manje pješčane uvale, Zola na jugu i Stara Vlaka na sjeverozapadu. Na zapadu završava rtom Kapić, a na istoku rtom Mondefust. Na otoku je svjetionik "Palagruža". Otok je visok 92 m, dug 1400 i širok 300 m.
Geološki, Velika Palagruža čini vrh podpovršinskog kompleksa - jedinstven i intrigantan sklop stijena različite starosti, od trijasa (oko 220 mil. g.), preko miocena (oko 10 mil. g.) do kvartara (recentne tvorevine). 
Ekološki je Palagruža jedinstvena u Hrvatskoj zbog najblaže klime i najmanjih oborina, prosječno tek oko 270 mm godišnje, uglavnom bez mraza. Prosječna siječanjska temperatura je 11,5 °C, dok je ona srpanjska 24,4 °C. Zato je uz susjedni otok Sušac, Palagruža jedini dio Hrvatske gdje obilno i samoniklo raste prava subtropska vegetacija ljetopadnog grmlja (južni tip restinga) koje samo za vlažne zime nosi lišće te pupa i cvate najesen, a ljeti je posve golo (tj. baš obratno nego na kontinentu zimi). Slična subtropska vegetacija se nalazi tek na južnom Sredozemlju, npr. Malta, Sinaj, polupustinje Izraela i Palestine, te sjeverne obale Afrike. 
Među južnim dalmatinskim otocima, Palagruža je najbogatija rijetkim biljnim endemima: palagruška kupusina (Brassica botteri), palagruška zečina (Centaurea friderici), palagruška preslica (Muscari speciosum), pučinski vranjemil (Limonium diomedeum), Ornithogalum visianicum, itd.
Arheološki nalazi dokazuju da je Palagruža bila naseljena još od postglacijala pred nekih 9000 godina, a u srednjem vijeku tu je bio samostan čije su ruševine na srednjem sedlu otoka i sada vidljive. Na Palagruži danas stalno borave svjetioničari tvrtke Plovputa. Povremeni stanovnici su komiški ribari koji na tom području ribare još od 14. stoljeća.
Palagruža je nekad bila jedna od najizdašnijih pozicija za izlov male plave ribe (srdela, inćun). Danas se plava riba i dalje lovi ali u manjim količinama, a ribari se na tom području uglavnom bave izlovom jastoga i bijele (oborite) ribe.

## Povijest
Na otoku postoje nalazi već od starijeg neolitika. Otok je ponovno naseljen na prijelazu iz bakrenoga u brončano doba. Tek će krajem 6. st. pr. Kr. Grci tu utemeljiti svetište svojemu junaku Diomedu.
Rimljani su na otoku sagradili dvije veće cisterne te kupatilo, prostorije s mozaičkim podovima i oplatama od mramora. Također, poznata su i dva rimska natpisa. Otok je posjetio papa Aleksandar III. te se Palagruža učestalo javlja na pomorskim kartama od početka 14. stoljeća. Srednjovjekovni putopisci navode kako je ona sklonište nekom arapskom gusaru. U srednjem vijeku (od 16. stoljeća) Palagruža postaje poznata kao bogato ribolovno područje kojim upravljaju Komižani, odnosno hvarska komuna. Hvarska komuna davala je Palagružu u zakup za sijanje žita, od 1644. do 1718. godine. Obitelj Borčić iz Komiže je u 19. stoljeću kupila je Palagružu od nadbiskupa iz Vieste sa svim pravima ribolova.
Na otoku se spominje gradnja kule u 17. stoljeću koja je odmah zatim bila srušena, a potom ponovno započeta. Vjerojatno je brojnost ribara, kojih je ponekad bilo i oko 500, uvjetovala da se na otoku sagradi crkva.
Prvi koji u stručnoj literaturi piše o starokršćanskim ostatcima na Palagruži bio je Carlo Marchesetti. Istraživač Richard Francis Burton je napisao opširan prilog o Palagruži te spominje kako su komiški ribari na središnjem platou, zvanoj Salamandrija, sagradili crkvicu posvećenu sv. Mihovilu. Ivo Rubić navodi kako su postojale dvije crkvice sv. Mihovila. Stara crkvica, koja je kasnije, iza zgrađene nove crkvice, služila za petroulje, te nova koja je bila uređena za bogoslužje. Crkva je bila oko 5 m široka i oko 4 m visoka te je imala zvonik s preslicom, dekor na vrhovima pilona na fasadi i predvorje. Vjerojatno je crkvu sagradio neki lokalni majstor u 18. stoljeću te je bila obnovljena u 19. stoljeću. Ribari Komiže su je htjeli obnoviti jer su vjerovali da zbog toga jer je u ruševnom stanju, nema srdela.
Kamenje za izgradnju crkvica i svjetionika, vađeno je iz kamenoloma na otoku. Svećenik iz Komiže dolazio je nekoliko put, na trošak ribara, kako bi za njih služio svetu misu.
Crkva je stradala 17. kolovoza 1915. u Prvom svjetskom ratu. Tada je sedam austrijskih torpiljarki, predvođenih razaračem „Csepel”, granatiralo otok; tom je prilikom oštećen svjetionik i srušena crkva sv. Mihovila. Prije toga svjetioničari su uspjeli u Komižu prebacili bogoslužne stvari iz crkvice. Nakon rata (1919.) jedan komiški ribarje u njezinim ruševinama uspio zapaliti vatru kako bi nešto skuhao te je tom prilikom aktivirana granata koja ga je raznijela. Tada je crkva u potpunosti uništena i nikada više obnovljena.
Za vrijeme austrougarske vladavine patronat nad palagruškom crkvom imala je Pomorska vlada u Trstu.
Palagruža je 1921. pripala Italiji. Na njezinim ruševinama Talijani su sagradili vojnu radiotelegrafsku postaju.

## Zanimljivosti
U popularnoj glazbi je grupa Šo!Mazgoon ovjekovječila ovaj otok u pjesmi Na Palagružu.

## Galerija
- Južna plaža na Palagruži.
- Južna plaža na Palagruži.
- Pogled s Palagruže.
- Prema svjetioniku Palagruža.
- Staza prema južnoj plaži na Palagruži.
- Palagruža, gornja postaja žičare.
- Palagruža, donja postaja žičare.
- Palagruža.
- Pogled s mora na Palagružu.
- Svjetionik na vrhu Palagruže.
- Pogled na Palagružu s broda pred večer.

### Članci
- Kirigin, Branko; Katunarić, Tea. 2002. Palagruža - crkva Sv. Mihovila izvještaj sa zaštitnih iskopavanja 1996. Vjesnik za arheologiju i historiju dalmatinsku. Arheološki muzej Split. Split. 94 (1): 297–324

### Ostalo
- M. Hodžić: Palagruža - jadranski dragulj (zbornik). Matica Hrvatska, Kaštela 1996.
- http://www.geologia-croatica.hr/ojs/index.php/GC/article/viewFile/GC.2009.07/65